# والتر استالی
والتر استالی (انگلیسی: Walter Staley; ۲۰ اکتبر ۱۹۳۲ – ۱۰ اکتبر ۲۰۱۰) سوارکار اهل ایالات متحده آمریکا بود.